# Штыковая атака (памятник)
Памятник «Штыковая атака» — памятник, установленный в городе Гусеве в год столетия с момента начала Первой мировой войны, посвящённый памяти русских солдат и офицеров, павших в боях этой войны.

## О памятнике
Памятник посвящён памяти русских солдат и офицеров, погибших в Гумбинненском сражении 20 августа 1914 года. Он был установлен по инициативе Российского военно-исторического общества и Администрации Калининградской области. Благоустройство же прилегающей к памятнику территории взяли на себя местные власти. Автором проекта памятник стал известный скульптор Владимир Суровцев. Памятник представляет собой скульптуру русского солдата, бегущего к вражеским позициям с примкнутым к винтовке штыком.
Местом установки был избран город Гусев (бывший Гумбиннен) Калининградской области. Торжественное открытие памятника состоялось 24 августа 2014 года. В церемонии открытия приняли участие министр культуры Российской Федерации, председатель Российского военно-исторического общества Владимир Мединский, представители городских властей, консульств Польши и Германии, а также горожане.